# Brighton & Hove Albion Women Football Club 2022-2023
Questa voce raccoglie le informazioni riguardanti il Brighton & Hove Albion Women Football Club nelle competizioni ufficiali della stagione 2022-2023.

## Stagione

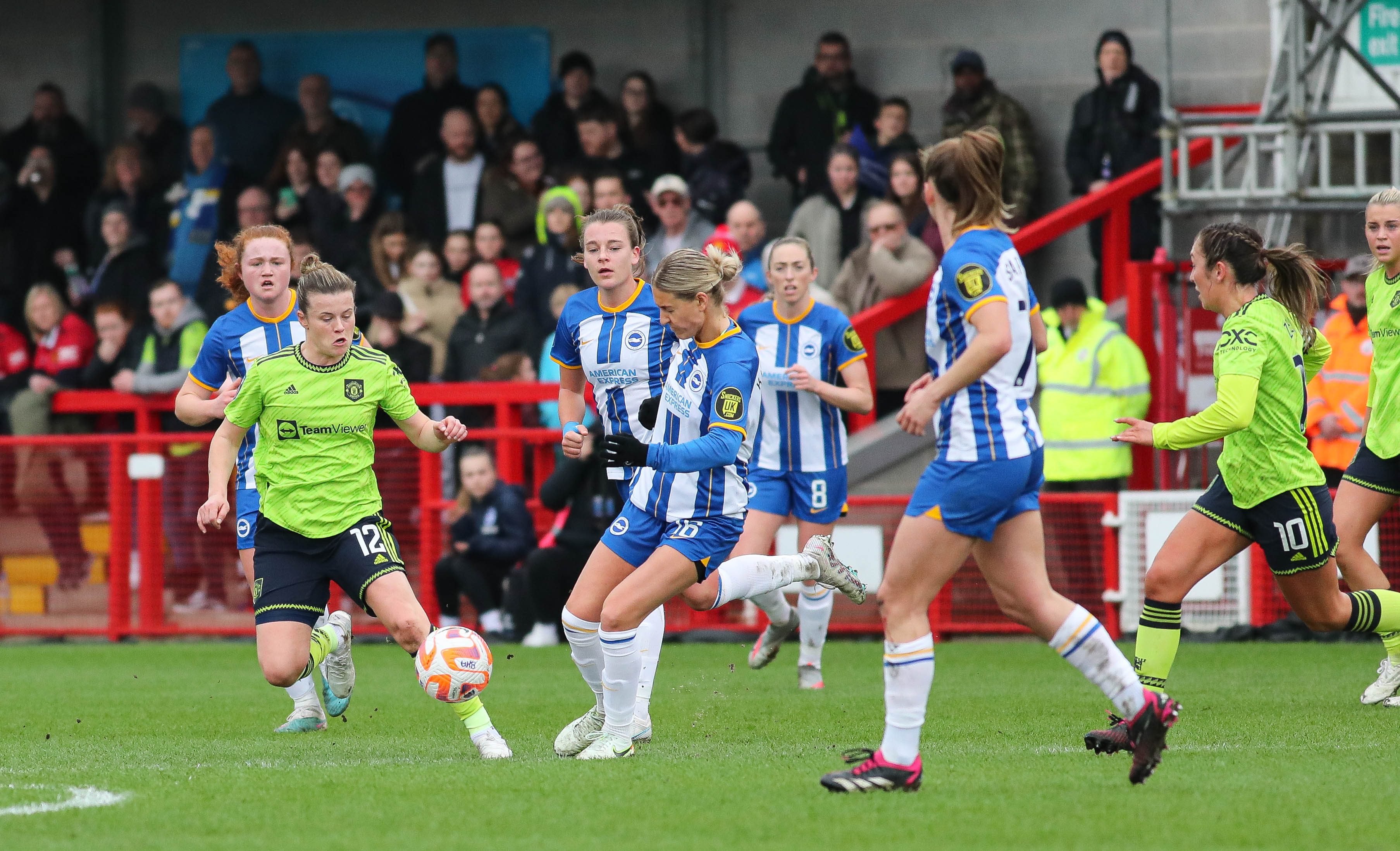
Azione di gioco della partita tra Brighton e Manchester United, disputata il 1º aprile 2023 e valida per la 17ª giornata di campionato.

La stagione 2022-23 è stata la quinta consecutiva del Brighton & Hove Albion nella Women's Super League, massima serie del campionato inglese. La stagione è stata caratterizzata da diversi cambi alla guida tecnica della squadra. Infatti, Hope Powell, che allenava la squadra dal 2017, ha rassegnato le dimissioni il 31 ottobre 2022 dopo la sconfitta per 8-0 contro il Tottenham, quarta sconfitta su cinque partite disputate. Il suo posto è stato preso ad interim da Amy Merricks fino alla fine del 2022. Il 28 dicembre 2022 è stato ufficializzato come nuovo allenatore il tedesco Jens Scheuer, alla guida del Bayern Monaco fino alla precedente estate. La sua permanenza sulla panchina del Brighton & Hove Albion è durata poco più di due mesi, infatti il 6 marzo 2023 ha lasciato la squadra di comune accordo con la società. Il suo posto è stato nuovamente preso ad interim da Amy Merricks per un mese. Il 7 aprile 2023 la statunitense Melissa Phillips è stata nominata nuova allenatrice della squadra.
Il campionato di Women's Super League è stato, infine, concluso all'undicesimo e penultimo posto con 16 punti conquistati in 22 giornate, frutto di 4 vittorie, 4 pareggi e 14 sconfitte, evitando la retrocessione. In FA Women's Cup la squadra, che era partita dal quarto turno, è arrivata fino in semifinale, dove è stata sconfitta dal Manchester United. In FA Women's League Cup la squadra non ha superato la fase a gruppi, avendo concluso in seconda posizione e senza risultare la migliore delle seconde classificate, requisito per superare il turno.

## Maglie e sponsor
Le tenute di gioco solo le stesse adottate dal Brighton maschile.
| Casa | Trasferta | Terza divisa |

## Rosa
Rosa e numeri di maglia come da sito societario.
| N. |                          | Ruolo | Calciatrice         |
| -- | ------------------------ | ----- | ------------------- |
| 1  | Irlanda (bandiera)       | P     | Megan Walsh         |
| 2  | Inghilterra (bandiera)   | D     | Jorja Fox           |
| 3  | Inghilterra (bandiera)   | D     | Poppy Pattinson     |
| 4  | Stati Uniti (bandiera)   | C     | Brianna Visalli     |
| 5  | Norvegia (bandiera)      | D     | Guro Bergsvand      |
| 6  | Serbia (bandiera)        | C     | Dejana Stefanović   |
| 7  | Grecia (bandiera)        | C     | Veatriki Sarri      |
| 8  | Irlanda (bandiera)       | C     | Megan Connolly      |
| 9  | Corea del Sud (bandiera) | A     | Lee Geum-min        |
| 10 | Svezia (bandiera)        | A     | Julia Zigiotti Olme |
| 11 | Norvegia (bandiera)      | A     | Elisabeth Terland   |
| 12 | Inghilterra (bandiera)   | C     | Libby Bance         |
| 13 | Nuova Zelanda (bandiera) | D     | Rebekah Stott       |

| N. |                          | Ruolo | Calciatrice                  |
| -- | ------------------------ | ----- | ---------------------------- |
| 14 | Corea del Sud (bandiera) | C     | Park Ye-eun                  |
| 15 | Galles (bandiera)        | A     | Kayleigh Green               |
| 16 | Svezia (bandiera)        | D     | Emma Kullberg                |
| 17 | Inghilterra (bandiera)   | C     | Maisie Symonds               |
| 18 | Inghilterra (bandiera)   | A     | Danielle Carter              |
| 20 | Inghilterra (bandiera)   | D     | Victoria Williams (capitano) |
| 21 | Stati Uniti (bandiera)   | D     | Zoe Morse                    |
| 22 | Inghilterra (bandiera)   | C     | Katie Robinson               |
| 23 | Inghilterra (bandiera)   | C     | Lulu Jarvis                  |
| 24 | Inghilterra (bandiera)   | C     | Chelsea Ferguson             |
| 25 | Australia (bandiera)     | P     | Lydia Williams               |
| 40 | Inghilterra (bandiera)   | P     | Katie Startup                |

## Calciomercato

### Sessione estiva
| Acquisti | Acquisti          | Acquisti        | Acquisti |
| R.       | Nome              | da              | Modalità |
| -------- | ----------------- | --------------- | -------- |
| D        | Poppy Pattinson   | Everton         | [ 13 ]   |
| D        | Jorja Fox         | Chelsea         | prestito |
| D        | Rebekah Stott     | Melbourne City  | [ 15 ]   |
| C        | Park Ye-eun       | Gyeongju KHNP   | [ 16 ]   |
| C        | Veatriki Sarri    | Birmingham City | [ 17 ]   |
| A        | Elisabeth Terland | Brann           | [ 18 ]   |

| Cessioni | Cessioni         | Cessioni          | Cessioni      |
| R.       | Nome             | a                 | Modalità      |
| -------- | ---------------- | ----------------- | ------------- |
| P        | Francis Angel    | Lewes             | prestito      |
| P        | Fran Stenson     | Arsenal           | fine prestito |
| D        | Léa Cordier      | Standard Liegi    | [ 20 ]        |
| D        | Felicity Gibbons | Crystal Palace    | [ 21 ]        |
| D        | Danique Kerkdijk | Twente            | [ 22 ]        |
| D        | Emma Koivisto    | Liverpool         | [ 23 ]        |
| D        | Maya Le Tissier  | Manchester United | [ 24 ]        |
| C        | Danielle Bowman  |                   | ritirata      |
| C        | Inessa Kaagman   | PSV               | [ 25 ]        |
| C        | Emily Simpkins   | Charlton Athletic | [ 21 ]        |
| A        | Ellie Brazil     | Tottenham         | [ 23 ]        |
| A        | Faith Nokuthula  | Blackburn Rovers  | [ 26 ]        |
| A        | Aileen Whelan    | Leicester City    | [ 21 ]        |

### Sessione invernale
| Acquisti | Acquisti          | Acquisti            | Acquisti |
| R.       | Nome              | da                  | Modalità |
| -------- | ----------------- | ------------------- | -------- |
| P        | Lydia Williams    | Paris Saint-Germain | [ 27 ]   |
| D        | Guro Bergsvand    | Brann               | [ 28 ]   |
| D        | Zoe Morse         | Chicago Red Stars   | [ 29 ]   |
| C        | Dejana Stefanović | Vålerenga           | [ 30 ]   |
| C        | Brianna Visalli   | Houston Dash        | [ 31 ]   |

| Cessioni | Cessioni | Cessioni | Cessioni |
| R.       | Nome     | a        | Modalità |
| -------- | -------- | -------- | -------- |

## Risultati

### FA Women's Super League

#### Girone di andata
| Arbitro: | Simms |

|                                    |           |                                                        |
| Zigiotti Olme 3’ Carter 49’ (rig.) | Marcatori | 15’ Staniforth 17’ Hanson 23’, 43’, 69’ Nobbs 36’ Daly |

| Arbitro: | Benn |

|                                           |           |  |
| Little 28’ Blackstenius 50’ Mead 63’, 83’ | Marcatori |  |

| Arbitro: | Impey |

|                      |           |                |
| Lee 40’ Robinson 80’ | Marcatori | 90+4’ Wellings |

| Arbitro: | Heaslip |

|                                    |           |  |
| Toone 14’, 26’ Galton 40’ Leon 78’ | Marcatori |  |

| Arbitro: | Byrne |

|  |           |                        |
|  | Marcatori | 58’ England 86’ Harder |

| Arbitro: | Saunders |

|  |           |                                                                           |
|  | Marcatori | 2’ Bartrip 19’ Karczewska 29’, 56’ Neville 45+2’, 58’ Spence 60’, 83’ Naz |

| Arbitro: | Heaslip |

|                                                 |           |                                                     |
| Evans 3’ V. Williams 61’ (o.g.) Asseyi 85’, 86’ | Marcatori | 8’, 20’ (rig.) Carter 11’ Sarri 68’ Terland 71’ Fox |

| Arbitro: | Byrne |

|                                            |           |                                               |
| Terland 21’ Carter 26’ (rig.) Robinson 34’ | Marcatori | 17’ Bo Kearns 76’ van de Sanden 90+2’ Furness |

| Arbitro: | Foster |

|                                          |           |           |
| Sarri 11’ (aut.) Blakstad 19’ Coombs 26’ | Marcatori | 90+3’ Lee |

| Arbitro: | Impey |

|                               |           |                  |
| Terland 12’, 80’ Robinson 43’ | Marcatori | 63’, 83’ Snoeijs |

| Arbitro: | Foster |

|                                        |           |  |
| Whelan 45’ Tierney 48’ M. Robinson 69’ | Marcatori |  |

#### Girone di ritorno
| Arbitro: | Dowle |

|  |           |                                           |
|  | Marcatori | 6’, 8’ Blackstenius 39’ Maanum 45’ Pelova |

| Arbitro: | Saunders |

|                  |           |                   |
| Green 33’ (aut.) | Marcatori | 74’ Zigiotti Olme |

| Arbitro: | Byrne |

|                                                     |           |               |
| Reiten 12’ (rig.) J. Carter 21’ Rytting Kaneryd 71’ | Marcatori | 88’ D. Carter |

| Arbitro: | Yamashita (Giappone) |

|             |           |               |
| Terland 33’ | Marcatori | 21’, 89’ Shaw |

| Arbitro: | Madley |

|                  |           |               |
| Harries 46’, 60’ | Marcatori | 8’, 13’ Sarri |

| Arbitro: | Fullicks |

|  |           |                                         |
|  | Marcatori | 12’, 66’ Galton 86’ Williams 87’ García |

| Arbitro: | Benn |

|                  |           |             |
| Holland 54’, 70’ | Marcatori | 39’ Terland |

| Arbitro: | Foster |

|                  |           |                     |
| England 12’, 78’ | Marcatori | 10’ Terland 65’ Lee |

| Arbitro: | Fearn |

|           |           |  |
| Green 57’ | Marcatori |  |

| Arbitro: | Impey |

|                            |           |                |
| Snoeijs 32’ Bennison 90+1’ | Marcatori | 45+1’ Robinson |

| Arbitro: | Byrne |

|  |           |           |
|  | Marcatori | 73’ Baker |

### FA Women's Cup
| Arbitro: | Lowe |

|  |           |                                                                               |
|  | Marcatori | 6’ Stott 19’, 40’ Zigiotti Olme 56’ Carter 60’ Robinson 66’ Visalli 90+2’ Fox |

| Arbitro: | Fullicks |

|                                                         |           |  |
| Visalli 17’, 78’ Lee 88’, 90+3’ Orthodoxou 90+1’ (aut.) | Marcatori |  |

| Arbitro: | Heaslip |

|  |           |                                 |
|  | Marcatori | 28’ Pattinson 32’ (rig.) Carter |

| Arbitro: | Dowle |

|                                   |           |                             |
| Galton 46’ Russo 71’ Williams 89’ | Marcatori | 36’ (aut.) Earps 75’ Carter |

### FA Women's League Cup
| Arbitro: | Watkins |

|                                     |           |                           |
| Smith 25’ Pennock 53’ Lu. Quinn 62’ | Marcatori | 59’ Lee 89’ (rig.) Carter |

| Dartford 27 novembre 2022, ore 14:00 UTC+0 Gruppo C - 2ª giornata      | London City Lionesses | 1 – 2 referto               | Brighton & Hove | Princes Park |
| \| \| \| \| \| Muya 53’ \| Marcatori \| 35’ Terland 65’ V. Williams \| |                       |                             |                 |              |
|                                                                        |                       |                             |                 |              |
| Muya 53’                                                               | Marcatori             | 35’ Terland 65’ V. Williams |                 |              |

| Arbitro: | Dowle |

|                         |                      |                     |
| Symonds V. Williams Fox | Tiri di rigore 3 – 0 | Filis Fisk Houssein |

## Statistiche

### Statistiche di squadra
| Competizione          | Punti | In casa | In casa | In casa | In casa | In casa | In casa | In trasferta | In trasferta | In trasferta | In trasferta | In trasferta | In trasferta | Totale | Totale | Totale | Totale | Totale | Totale | DR  |
| Competizione          | Punti | G       | V       | N       | P       | Gf      | Gs      | G            | V            | N            | P            | Gf           | Gs           | G      | V      | N      | P      | Gf     | Gs     | DR  |
| --------------------- | ----- | ------- | ------- | ------- | ------- | ------- | ------- | ------------ | ------------ | ------------ | ------------ | ------------ | ------------ | ------ | ------ | ------ | ------ | ------ | ------ | --- |
| Women's Super League  | 16    | 11      | 3       | 1       | 7       | 12      | 33      | 11           | 1            | 3            | 7            | 14           | 30           | 22     | 4      | 4      | 14     | 26     | 63     | -37 |
| FA Women's Cup        | -     | 1       | 1       | 0       | 0       | 5       | 0       | 3            | 2            | 0            | 1            | 11           | 3            | 4      | 3      | 0      | 1      | 16     | 3      | +13 |
| FA Women's League Cup | -     | 1       | 0       | 1       | 0       | 0       | 0       | 2            | 1            | 0            | 1            | 4            | 4            | 3      | 1      | 1      | 1      | 4      | 4      | 0   |
| Totale                | -     | 13      | 4       | 2       | 7       | 17      | 33      | 16           | 4            | 3            | 9            | 29           | 37           | 29     | 8      | 5      | 16     | 46     | 70     | -24 |

### Andamento in campionato
| Giornata  | 1  | 2  | 3 | 4  | 5  | 6  | 7 | 8 | 9  | 10 | 11 | 12 | 13 | 14 | 15 | 16 | 17 | 18 | 19 | 20 | 21 | 22 |
| --------- | -- | -- | - | -- | -- | -- | - | - | -- | -- | -- | -- | -- | -- | -- | -- | -- | -- | -- | -- | -- | -- |
| Luogo     | C  | T  | C | T  | C  | C  | T | C | T  | C  | T  | C  | T  | T  | C  | T  | C  | T  | T  | C  | T  | C  |
| Risultato | V  | V  | P | P  | V  | V  | V | P | P  | P  | P  | P  | N  | P  | V  | V  | P  | V  | P  | P  | P  | N  |
| Posizione | 10 | 11 | 8 | 10 | 10 | 11 | 9 | 9 | 11 | 11 | 10 | 10 | 11 | 11 | 12 | 10 | 10 | 9  | 9  | 9  | 10 | 11 |

Legenda:

Luogo: C = Casa; T = Trasferta. Risultato: V = Vittoria; N = Pareggio; P = Sconfitta.

### Statistiche delle giocatrici
| Giocatore        | FA Women's Super League | FA Women's Super League | FA Women's Super League | FA Women's Super League | FA Women's Cup | FA Women's Cup | FA Women's Cup | FA Women's Cup | FA Women's League Cup | FA Women's League Cup | FA Women's League Cup | FA Women's League Cup | Totale   | Totale | Totale      | Totale     |
| Giocatore        | Presenze                | Reti                    | Ammonizioni             | Espulsioni              | Presenze       | Reti           | Ammonizioni    | Espulsioni     | Presenze              | Reti                  | Ammonizioni           | Espulsioni            | Presenze | Reti   | Ammonizioni | Espulsioni |
| ---------------- | ----------------------- | ----------------------- | ----------------------- | ----------------------- | -------------- | -------------- | -------------- | -------------- | --------------------- | --------------------- | --------------------- | --------------------- | -------- | ------ | ----------- | ---------- |
| L. Bance         | 17                      | 0                       | 0                       | 0                       | 4              | 0              | 0              | 0              | 3                     | 0                     | 0                     | 0                     | 24       | 0      | 0           | 0          |
| G. Bergsvand     | 10                      | 0                       | 0                       | 0                       | 3              | 0              | 0              | 0              | 1                     | 0                     | 0                     | 0                     | 14       | 0      | 0           | 0          |
| D. Carter        | 20                      | 5                       | 2                       | 0                       | 4              | 3              | 0              | 0              | 2                     | 1                     | 0                     | 0                     | 26       | 9      | 2           | 0          |
| M. Connolly      | 13                      | 0                       | 2                       | 0                       | 4              | 0              | 0              | 0              | 1                     | 0                     | 0                     | 0                     | 18       | 0      | 2           | 0          |
| C. Ferguson      | 2                       | 0                       | 0                       | 0                       | 0              | 0              | 0              | 0              | 0                     | 0                     | 0                     | 0                     | 2        | 0      | 0           | 0          |
| J. Fox           | 17                      | 1                       | 0                       | 0                       | 3              | 1              | 0              | 0              | 3                     | 0                     | 0                     | 0                     | 23       | 2      | 0           | 0          |
| K. Green         | 18                      | 1                       | 3                       | 0                       | 3              | 0              | 0              | 0              | 3                     | 0                     | 0                     | 0                     | 24       | 1      | 3           | 0          |
| L. Jarvis        | 1                       | 0                       | 0                       | 0                       | 1              | 0              | 0              | 0              | 0                     | 0                     | 0                     | 0                     | 2        | 0      | 0           | 0          |
| E. Kullberg      | 19                      | 0                       | 2                       | 1                       | 2              | 0              | 0              | 0              | -                     | -                     | -                     | -                     | 21       | 0      | 2           | 1          |
| G.M. Lee         | 22                      | 3                       | 2                       | 0                       | 3              | 2              | 0              | 0              | 3                     | 1                     | 0                     | 0                     | 28       | 6      | 2           | 0          |
| Z. Morse         | 14                      | 0                       | 0                       | 0                       | 4              | 0              | 0              | 0              | 1                     | 0                     | 1                     | 0                     | 19       | 0      | 1           | 0          |
| Y.E. Park        | 4                       | 0                       | 0                       | 0                       | 0              | 0              | 0              | 0              | 3                     | 0                     | 0                     | 0                     | 7        | 0      | 0           | 0          |
| P. Pattinson     | 21                      | 0                       | 2                       | 0                       | 4              | 1              | 0              | 0              | 3                     | 0                     | 1                     | 0                     | 28       | 1      | 3           | 0          |
| K. Robinson      | 22                      | 4                       | 0                       | 0                       | 4              | 1              | 1              | 0              | 3                     | 0                     | 0                     | 0                     | 29       | 5      | 1           | 0          |
| V. Sarri         | 22                      | 3                       | 3                       | 0                       | 2              | 0              | 1              | 0              | 2                     | 0                     | 0                     | 0                     | 26       | 3      | 4           | 0          |
| K. Startup       | 0                       | 0                       | 0                       | 0                       | 0              | 0              | 0              | 0              | 0                     | 0                     | 0                     | 0                     | 0        | 0      | 0           | 0          |
| D. Stefanović    | 6                       | 0                       | 0                       | 0                       | 0              | 0              | 0              | 0              | -                     | -                     | -                     | -                     | 6        | 0      | 0           | 0          |
| R. Stott         | 5                       | 0                       | 0                       | 0                       | 1              | 1              | 0              | 0              | -                     | -                     | -                     | -                     | 6        | 1      | 0           | 0          |
| M. Symonds       | 4                       | 0                       | 1                       | 0                       | 0              | 0              | 0              | 0              | 1                     | 0                     | 0                     | 0                     | 5        | 0      | 1           | 0          |
| E. Terland       | 17                      | 7                       | 3                       | 0                       | 2              | 0              | 0              | 0              | 2                     | 1                     | 0                     | 0                     | 21       | 8      | 3           | 0          |
| B. Visalli       | 10                      | 0                       | 0                       | 0                       | 4              | 3              | 0              | 0              | 1                     | 0                     | 0                     | 0                     | 15       | 3      | 0           | 0          |
| M. Walsh         | 15                      | -42                     | 0                       | 0                       | 2              | 0              | 0              | 0              | 3                     | -4                    | 0                     | 0                     | 20       | -46    | 0           | 0          |
| L. Williams      | 7                       | -21                     | 0                       | 0                       | 2              | -3             | 0              | 0              | -                     | -                     | -                     | -                     | 9        | -24    | 0           | 0          |
| V. Williams      | 10                      | 0                       | 1                       | 0                       | 1              | 0              | 0              | 0              | 3                     | 1                     | 0                     | 0                     | 14       | 1      | 1           | 0          |
| J. Zigiotti Olme | 20                      | 2                       | 4                       | 0                       | 4              | 2              | 1              | 0              | 3                     | 0                     | 0                     | 0                     | 27       | 4      | 5           | 0          |